# 메리노

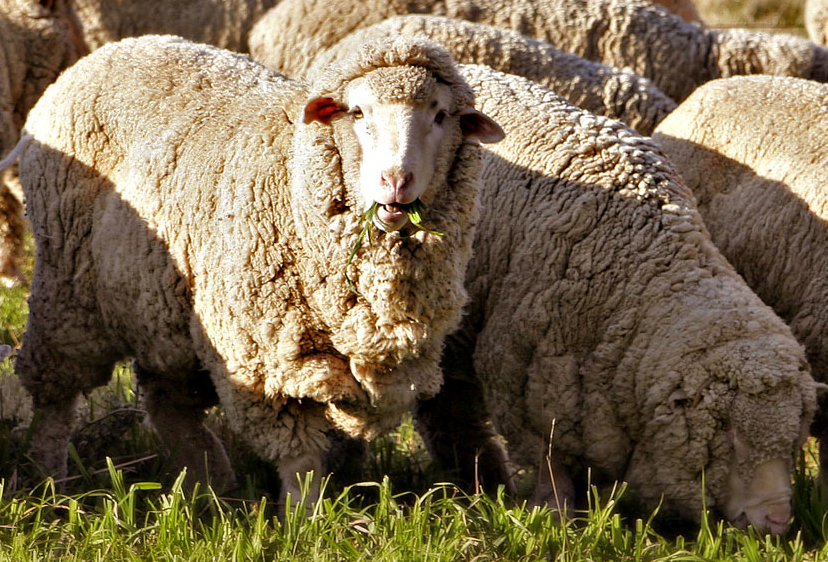
털이 다 자란 메리노

메리노(영어: Merino)는 양모를 얻기 위해 기르는 양의 품종으로 북아프리카 지역에서 시작되었다. 중세기 중반 경 스페인으로 건너가게 된 메리노 양들은 그곳 주민들에게 아주 큰 경제적인 힘이 되기 시작한다.
19세기가 되어서야 다른 나라에도 메리노 양떼가 길러지기 시작하고, 지금은 호주가 가장 큰 생산지이다.
양들은 피부 바로 끝까지 털을 밀게 되며 일년에 2-4kg (세척 후) 정도의 털을 생산한다.